# Eleonora Sapia-Drewniak
Eleonora Stefania Sapia-Drewniak (ur. 1950) – polska pedagog, profesor nauk humanistycznych, profesor nadzwyczajny Katedry Pedagogiki Wydziału Zarządzania, Informatyki i Nauk Społecznych Wyższej Szkoły Biznesu w Dąbrowie Górniczej i Instytutu Nauk Pedagogicznych Wydziału Historycznego i Pedagogicznego Uniwersytetu Opolskiego.

## Życiorys
W 1972 r. ukończyła studia pedagogiczne na Uniwersytecie Jagiellońskim, w 1979 r. obroniła pracę doktorską, a w 1991 r. habilitowała się na podstawie pracy zatytułowanej Polska oświata pozaszkolna w rejencji opolskiej w latach 1922-1939. W 2013 uzyskała tytuł profesora nauk społecznych. 
Zatrudniona na stanowisku profesora w Katedrze Nauk Humanistycznych na Wydziale Wychowania Fizycznego i Fizjoterapii Politechniki Opolskiej, oraz w  Instytucie Nauk Pedagogicznych na Wydziale Nauk Społecznych Uniwersytetu Opolskiego.
Była profesorem nadzwyczajnym w Instytucie Nauk Pedagogicznych na Wydziale Historycznym i Pedagogicznym Uniwersytetu Opolskiego i w Katedrze Pedagogiki na Wydziale Zarządzania, Informatyki i Nauk Społecznych Wyższej Szkole Biznesu w Dąbrowie Górniczej.
Jest członkiem Sekcji Historii Pedagogiki i Sekcji Andragogiki Komitetu Nauk Pedagogicznych PAN.

## Odznaczenia
- Srebrny Krzyż Zasługi (2007)[5]